# Complexión (retórica)
La complexión (o complexio, en latín) o la symploké (en griego συμπλοκή symplokē, "trama, entrelazamiento, unión"), en retórica, es una de las figuras literarias de repetición. Consiste en el uso combinado de dos figuras de repetición, la anáfora y la epífora, por lo que la repetición de palabras se repite tanto al principio como al final de versos o unidades sintácticas consecutivas.

## Ejemplos
no vos supe servir, no,
y, agora que os serviría,
no vos puedo haber, no
fragmento del Romance de rosa fresca, anónimo

Que el rey pase por lo que ordena que pasen todos, justicia es. 
Que el príncipe, para introducir el remedio de los suyos, no repare en desnudarse de la majestad ni en humillarse, justicia es.
Que empiece por sí mismo la ley que quiere dar a todos, justicia es.
Que use del remedio que da, justicia es; 
pues aunque no le ha menester para la disculpa, le ha menester para el ejemplo.

Quevedo, Política de Dios 2, 19